# Kanaal door Walcheren

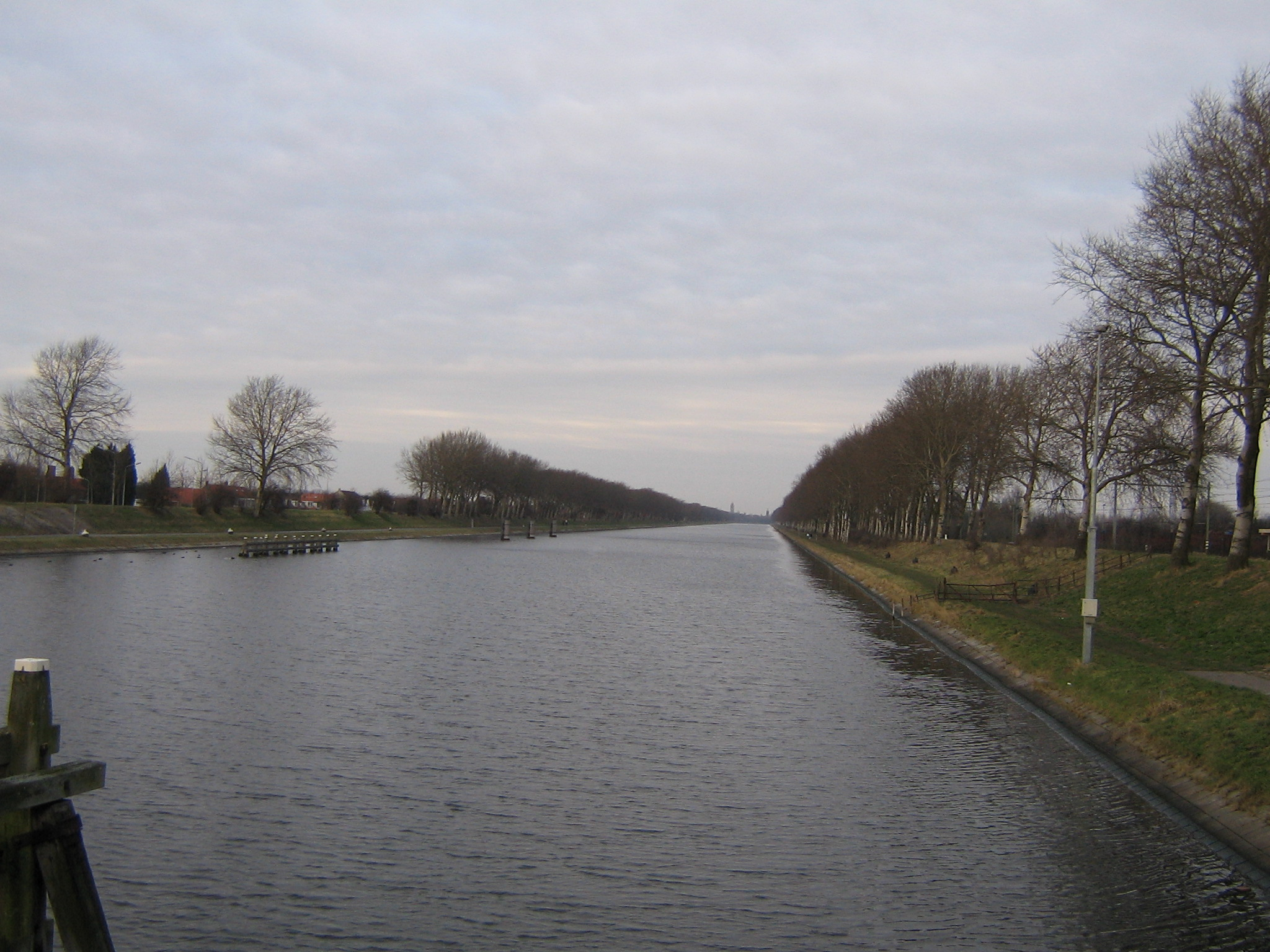
Walcheren-Kanal

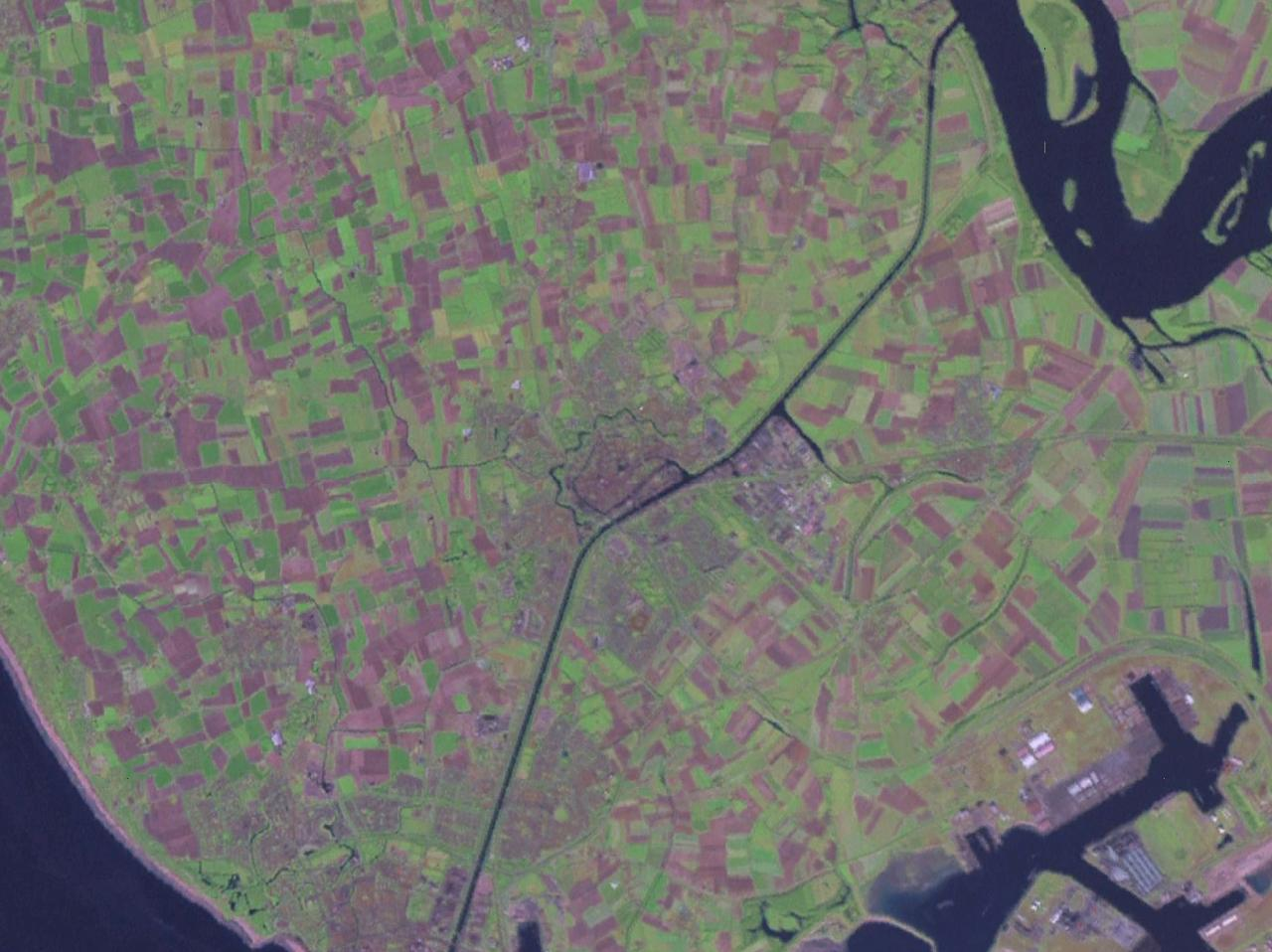
Kanalverlauf durch Walcheren

Der Kanaal door Walcheren (deutsch Kanal durch Walcheren) ist ein dreizehn Kilometer langer Kanal in den Niederlanden. Er durchquert die seeländische Halbinsel Walcheren. Der Kanal door Walcheren mündet am südlichen Ende in Vlissingen in die Westerschelde und am nördlichen Ende bei Veere in das Veerse Meer. An beiden Enden befinden sich jeweils eine große und eine kleine Schleuse. Der Kanal ist für Schiffe bis 130 × 18 × 3,75 Meter zugelassen. Er wurde 1873 errichtet. Über den Kanal führen fünf Brücken. Die Öffnung der Brücken für die Schifffahrt wird von einer Zentrale ferngesteuert. Der größte Ort am Kanal ist Middelburg.
Der Kanal wird hauptsächlich von der Freizeitschifffahrt genutzt. 2006 passierten 24.320 Freizeitboote und 2.023 Berufsschiffe die Schleusen in Veere. Durch die Schleusen Vlissingen fuhren 16.559 Freizeitschipper und 9.854 Berufsschiffer.